# Star Mazda Championship 2012
Het Star Mazda Championship 2012 was een raceklasse in de autosport. Het was het veertiende kampioenschap van de Formule Mazda. En werd georganiseerd door IndyCar als onderdeel van het Road to Indy programma. Het seizoen telde 17 races verdeeld over 10 raceweekenden. Vijf raceweekenden op straatcircuits, drie op wegraces en twee op ovals.
Het kampioenschap had ook een Expert Series dit was voor rijders die dertig jaar zijn of ouder. Dit kampioenschap bestond maar uit tien races, zodat deze rijder niet een volledig seizoen kon rijden en zo maar aan vijf raceweekenden kon deelnemen.
Jack Hawksworth won het kampioenschap door acht van de zeventien races te winnen, dit was meteen een nieuw record voor de meeste overwinningen in één seizoen.
Walt Bowlin won het Expert Series kampioenschap, mede doordat hij aan meer dan twee raceweekenden deelnam.

## Teams en rijders
Alle teams reden met een gelijk chassis en met een 1.3 L Mazda RX-8-motor en met Goodyear banden.
| Team                    | Nr | Rijders             | Races                                                                         |
| ----------------------- | -- | ------------------- | ----------------------------------------------------------------------------- |
| Juncos Racing           | 2  | Connor De Phillippi | Alles                                                                         |
| Juncos Racing           | 15 | Bruno Palli         | Alles                                                                         |
| Juncos Racing           | 22 | Martin Scuncio      | Reed niet in Road Atlanta                                                     |
| Juncos Racing           | 57 | Diego Ferreira      | Alles                                                                         |
| JDC Motorsports         | 9  | Juan Piedrahita     | Alles                                                                         |
| JDC Motorsports         | 16 | Lloyd Read          | Reed alleen in Laguna Seca                                                    |
| JDC Motorsports         | 16 | Scott Anderson      | Reed alleen in Road Atlanta                                                   |
| JDC Motorsports         | 19 | Gabby Chaves        | Alles                                                                         |
| JDC Motorsports         | 91 | Ashley Freiberg     | Alles                                                                         |
| JDC Motorsports         | 99 | Stefan Rzadzinski   | Reed niet in Indianapolis, Iowa, Trois-Rivières, Laguna Seca, en Road Atlanta |
| The Racing Company      | 10 | Jérimy Daniel       | Reed alleen in Indianapolis, Iowa en Edmonton                                 |
| World Speed Motorsports | 18 | Kyle Kaiser         | Reed alleen in Laguna Seca                                                    |
| Linares Racing          | 20 | Carlos Linares      | Reed alleen in Laguna Seca                                                    |
| Linares Racing          | 21 | Camilo Schmidt      | Reed niet in Trois-Rivières                                                   |
| AIM Autosport           | 23 | Walt Bowlin         | Reed niet in Indianapolis, Iowa, Edmonton and Trois-Rivières                  |
| AIM Autosport           | 66 | Zack Meyer          | Alles                                                                         |
| AIM Autosport           | 72 | Larry Pegram        | Reed alleen in St. Petersburg en Barber                                       |
| Team GDT                | 33 | Ryan Tveter         | Reed niet in Barber, Indianapolis, en Iowa                                    |
| Team GDT                | 39 | Cory Lewis          | Reed alleen in Toronto                                                        |
| Team GDT                | 51 | Alex Ardoin         | Reed alleen in Trois-Rivières                                                 |
| Team GDT                | 53 | Andrés Méndez       |                                                                               |
| Team GDT                | 65 | J. W. Roberts       | Reed alleen in St. Petersburg                                                 |
| Team GDT                | 97 | Juan Camilo Acosta  | Reed alleen in Road Atlanta                                                   |
| Robertshaw Racing       | 42 | Blair Robertshaw    | Reed alleen in Edmonton                                                       |
| Andretti Autosport      | 77 | Zach Veach          |                                                                               |
| Andretti Autosport      | 88 | Sage Karam          |                                                                               |
| Team Pelfrey            | 81 | Petri Suvanto       |                                                                               |
| Team Pelfrey            | 82 | Jack Hawksworth     | Reed niet in Road Atlanta                                                     |
| Team Pelfrey            | 82 | Ryan Tveter         | Reed alleen in Road Atlanta                                                   |
| Team Pelfrey            | 83 | Gustavo Menezes     |                                                                               |

## Races
| Race | Datum       | Racenaam                          | Circuit                                | Locatie            |
| ---- | ----------- | --------------------------------- | -------------------------------------- | ------------------ |
| 1    | 23 maart    | Grand Prix of St. Petersburg      | Stratencircuit Saint Petersburg        | St. Petersburg, FL |
| 2    | 24 maart    | Grand Prix of St. Petersburg      | Stratencircuit Saint Petersburg        | St. Petersburg, FL |
| 3    | 1 april     | Grand Prix of Alabama             | Barber Motorsports Park                | Birmingham, AL     |
| 4    | 1 april     | Grand Prix of Alabama             | Barber Motorsports Park                | Birmingham, AL     |
| 5    | 26 mei      | Lucas Oil Raceway at Indianapolis | Lucas Oil Raceway at Indianapolis      | Clermont, IN       |
| 6    | 23 juni     | Iowa Speedway                     | Iowa Speedway                          | Newton, IA         |
| 7    | 7 juli      | Streets of Toronto                | Stratencircuit Toronto                 | Toronto, ON        |
| 8    | 8 juli      | Streets of Toronto                | Stratencircuit Toronto                 | Toronto, ON        |
| 9    | 21 juli     | Edmonton Indy                     | Edmonton City Centre Airport (circuit) | Edmonton, Alberta  |
| 10   | 22 juli     | Edmonton Indy                     | Edmonton City Centre Airport (circuit) | Edmonton, Alberta  |
| 11   | 4 augustus  | Grand Prix de Trois-Rivières      | Trois-Rivières (circuit)               | Trois-Rivières, QC |
| 12   | 5 augustus  | Grand Prix de Trois-Rivières      | Trois-Rivières (circuit)               | Trois-Rivières, QC |
| 13   | 1 september | Grand Prix of Baltimore           | Stratencircuit Baltimore               | Baltimore, MD      |
| 14   | 2 september | Grand Prix of Baltimore           | Stratencircuit Baltimore               | Baltimore, MD      |
| 15   | 8 september | Mazda Raceway Laguna Seca         | Laguna Seca                            | Monterey, CA       |
| 16   | 9 september | Mazda Raceway Laguna Seca         | Laguna Seca                            | Monterey, CA       |
| 17   | 19 oktober  | Road Atlanta                      | Road Atlanta                           | Braselton, GE      |

## Uitslagen
| Pos                                          | Rijder              | STP | STP | BAR | BAR | IND | IOW | TOR | TOR | EDM | EDM | TRO | TRO | BAL | BAL | LAG | LAG | ATL | Punten |
| -------------------------------------------- | ------------------- | --- | --- | --- | --- | --- | --- | --- | --- | --- | --- | --- | --- | --- | --- | --- | --- | --- | ------ |
| 1                                            | Jack Hawksworth     | 2   | 1   | 1   | 2   | 7   | 15  | 1   | 1   | 7   | 1   | 1   | 12  | 1   | 2   | 1   | 2   |     | 397    |
| 2                                            | Gabby Chaves        | 3   | 4   | 3   | 5   | 9   | 5   | 3   | 4   | 3   | 3   | 5   | 2   | 3   | 8   | 2   | 1   | 1   | 360    |
| 3                                            | Sage Karam          | 8   | 7   | 2   | 12  | 2   | 1   | 21  | 3   | 2   | 2   | 2   | 1   | 15  | 1   | 7   | 19  | 2   | 325    |
| 4                                            | Connor De Phillippi | 1   | 5   | 5   | 3   | 1   | 3   | 7   | 16  | 6   | 13  | 3   | 13  | 2   | 3   | 3   | 3   | 3   | 325    |
| 5                                            | Petri Suvanto       | 5   | 3   | 6   | 6   | 5   | 4   | 6   | 8   | 19  | 4   | 14  | 4   | 4   | 4   | 5   | 5   | 6   | 271    |
| 6                                            | Diego Ferreira      | 7   | 9   | 9   | 7   | 10  | 8   | 5   | 5   | 10  | 11  | 16  | 15  | 5   | 5   | 4   | 4   | 4   | 235    |
| 7                                            | Juan Piedrahita     | 4   | 2   | 8   | 4   | 8   | 14  | 4   | 2   | 8   | 16  | 9   | 11  | 19  | 9   | 8   | 9   | 9   | 234    |
| 8                                            | Martin Scuncio      | 6   | 6   | 4   | 1   | 4   | 2   | 17  | 7   | 4   | 15  | 6   | 5   | 18  | 17  | 9   | 11  |     | 232    |
| 9                                            | Gustavo Menezes     | 13  | 10  | 7   | 16  | 6   | 13  | 8   | 6   | 13  | 5   | 7   | 6   | 7   | 16  | 6   | 8   | 7   | 208    |
| 10                                           | Zach Veach          | 17  | 11  | 15  | 10  | 3   | 6   | 2   | 17  | 9   | 17  | 8   | 8   | 8   | 6   | 11  | 17  | 8   | 199    |
| 11                                           | Ashley Freiberg     | 9   | 19  | 11  | 11  | 15  | 10  | 13  | 13  | 15  | 7   | 12  | 9   | 6   | 10  | 12  | 18  | 11  | 162    |
| 12                                           | Bruno Palli         | 14  | 15  | 13  | 20  | 14  | 7   | 10  | 15  | 18  | 12  | 10  | 17  | 10  | 7   | 20  | 10  | 5   | 146    |
| 13                                           | Camilo Schmidt      | 12  | 18  | 17  | 9   | 13  | 12  | 19  | 18  | 1   | 9   |     |     | 17  | 14  | 19  | 6   | 16  | 129    |
| 14                                           | Andrés Méndez       | 15  | 14  | 14  | 17  | 12  | 11  | 18  | 10  | 11  | DSQ | 13  | 7   | 12  | 18  | 15  | 15  | 15  | 128    |
| 15                                           | Zack Meyer          | 19  | 13  | 19  | 19  | 16  | 9   | 9   | 9   | 16  | 18  | 15  | 18  | 13  | 15  | 18  | 12  | 10  | 114    |
| 16                                           | Stefan Rzadzinski   | 10  | 8   | 10  | 8   |     |     | 11  | 12  | 17  | 6   |     |     | 9   | 11  |     |     |     | 108    |
| 17                                           | Carlos Linares      | 20  | 12  | 12  | 14  | 11  | DNS | 15  | 14  | 14  | 8   | 11  | 16  | 16  | 19  | 14  | 20  |     | 106    |
| 18                                           | Ryan Tveter         | 21  | 21  |     |     |     |     | 20  | 20  | 5   | 10  | 18  | 10  | 11  | 12  | 16  | 14  | 14  | 91     |
| 19                                           | Walt Bowlin         | 18  | 17  | 18  | 18  |     |     | 16  | 19  |     |     |     |     | 14  | 13  | 17  | 16  | 17  | 55     |
| 20                                           | Jérimy Daniel       | 11  | 20  | 20  | 15  |     |     | 14  | 11  |     |     | 17  | 14  |     |     |     |     |     | 49     |
| 21                                           | Larry Pegram        | 16  | 16  | 16  | 13  |     |     |     |     |     |     |     |     |     |     |     |     |     | 23     |
| 22                                           | Blair Robertshaw    |     |     |     |     |     |     |     |     | 12  | 14  |     |     |     |     |     |     |     | 16     |
|                                              | J. W. Roberts       | DNS | DNS |     |     |     |     |     |     |     |     |     |     |     |     |     |     |     | 0      |
| Rijders komen niet in aanmerking voor punten |                     |     |     |     |     |     |     |     |     |     |     |     |     |     |     |     |     |     |        |
|                                              | Alex Ardoin         |     |     |     |     |     |     |     |     |     |     | 4   | 3   |     |     |     |     |     | 0      |
|                                              | Lloyd Read          |     |     |     |     |     |     |     |     |     |     |     |     |     |     | 10  | 7   |     | 0      |
|                                              | Corey Lewis         |     |     |     |     |     |     | 12  | 21  |     |     |     |     |     |     |     |     |     | 0      |
|                                              | Scott Anderson      |     |     |     |     |     |     |     |     |     |     |     |     |     |     |     |     | 12  | 0      |
|                                              | Kyle Kaiser         |     |     |     |     |     |     |     |     |     |     |     |     |     |     | 13  | 13  |     | 0      |
|                                              | Juan Camilo Acosta  |     |     |     |     |     |     |     |     |     |     |     |     |     |     |     |     | 13  | 0      |
| Expert Series                                |                     |     |     |     |     |     |     |     |     |     |     |     |     |     |     |     |     |     |        |
| 1                                            | Walt Bowlin         | 18  | 17  | 18  | 18  |     |     | 16  | 19  |     |     |     |     | 14  | 13  | 17  | 16  | 17  | 142    |
| 2                                            | Larry Pegram        | 16  | 16  | 16  | 14  |     |     |     |     |     |     |     |     |     |     |     |     |     | 56     |
| 3                                            | Blair Robertshaw    |     |     |     |     |     |     |     |     | 12  | 14  |     |     |     |     |     |     |     | 28     |
|                                              | J. W. Roberts       | DNS | DNS |     |     |     |     |     |     |     |     |     |     |     |     |     |     |     | 0      |
| Pos                                          | Rijder              | STP | STP | BAR | BAR | IND | IOW | TOR | TOR | EDM | EDM | TRO | TRO | BAL | BAL | LAG | LAG | ATL | Punten |

| Kleur       | Resultaat                       |
| ----------- | ------------------------------- |
| Goud        | Winnaar                         |
| Zilver      | 2de plaats                      |
| Brons       | 3de plaats                      |
| Groen       | 4de en 5de plaats               |
| Lichtblauw  | 6de–10de plaats                 |
| Donkerblauw | Gefinisht (buiten de Top 10)    |
| Paars       | Niet gefinisht                  |
| Rood        | Niet gekwalificeerd (DNQ)       |
| Bruin       | Teruggetrokken (Wth)            |
| Zwart       | Gediskwalificeerd (DSQ)         |
| Wit         | Niet Gestart (DNS)              |
| Blank       | Nam geen deel aan de race (DNP) |
| Blank       | Niet geracet                    |

| Toegevoegde info |                        |
| vet              | Pole positie (1 punt)  |
| cursief          | Snelste ronde (1 punt) |

| Kleur       | Resultaat                       |
| ----------- | ------------------------------- |
| Goud        | Winnaar                         |
| Zilver      | 2de plaats                      |
| Brons       | 3de plaats                      |
| Groen       | 4de en 5de plaats               |
| Lichtblauw  | 6de–10de plaats                 |
| Donkerblauw | Gefinisht (buiten de Top 10)    |
| Paars       | Niet gefinisht                  |
| Rood        | Niet gekwalificeerd (DNQ)       |
| Bruin       | Teruggetrokken (Wth)            |
| Zwart       | Gediskwalificeerd (DSQ)         |
| Wit         | Niet Gestart (DNS)              |
| Blank       | Nam geen deel aan de race (DNP) |
| Blank       | Niet geracet                    |

| Toegevoegde info |                        |
| vet              | Pole positie (1 punt)  |
| cursief          | Snelste ronde (1 punt) |

| Positie | 1  | 2  | 3  | 4  | 5  | 6  | 7  | 8  | 9  | 10 | 11 | 12 | 13 | 14 | 15 | 16 | 17 | 18 | 19 | 20 |
| ------- | -- | -- | -- | -- | -- | -- | -- | -- | -- | -- | -- | -- | -- | -- | -- | -- | -- | -- | -- | -- |
| Punten  | 29 | 25 | 22 | 19 | 17 | 15 | 14 | 13 | 12 | 11 | 10 | 9  | 8  | 7  | 6  | 5  | 4  | 3  | 2  | 1  |

### Teams
| Pos | Team                    | Points |
| --- | ----------------------- | ------ |
| 1   | Team Pelfrey            | 451    |
| 2   | Juncos Racing           | 416    |
| 3   | JDC Motorsports         | 401    |
| 4   | Andretti Autosport      | 349    |
| 5   | Team GDT                | 195    |
| 6   | Linares Racing          | 188    |
| 7   | AIM Autosport           | 161    |
| 8   | The Racing Company      | 76     |
| 9   | World Speed Motorsports | 24     |

1991 · 1992 · 1993 · 1994 · 1995 · 1996 · 1997 · 1998 · 1999 · 2000 · 2001 · 2002 · 2003 · 2004 · 2005 · 2006 · 2007 · 2008 · 2009 · 2010 · 2011 · 2012 · 2013 · 2014 · 2015 · 2016 · 2017 · 2018 · 2019 · 2020 · 2021 · 2022 · 2023 · 2024 · 2025